# Gianluca Zambrotta
Gianluca Zambrotta (prononcé : [dʒanˈluːka dzamˈbrɔtta]), né le 19 février 1977 à Côme en Italie, est un footballeur international italien, qui évoluait au poste d'arrière latéral.

## Biographie

### Débuts professionnels
La carrière de Zambrotta débute tranquillement dans le club de sa ville natale, Côme, qui évolue en Série B. Relégué en Série C la saison suivante, le jeune Gianluca commence à faire des étincelles, ainsi qu’avec les Espoirs italiens, et rejoint rapidement l'élite italienne en signant à Bari.
Zambrotta joue ainsi son premier match de Serie A avec Bari, le 31 août 1997, lors de la première journée de la saison 1997-1998 face au Parme AC. Il entre en jeu et son équipe est battue par deux buts à zéro.
Zambrotta évolue alors comme milieu droit et marque quelques buts grâce à une activité offensive remarquée.

### Juventus
Lors de l'été 1999, Gianluca Zambrotta signe en faveur de la Juventus de Turin de Carlo Ancelotti.
Il marque son premier but pour la Juventus le 19 septembre 1999, lors d'une rencontre de Serie A contre l'Udinese Calcio. Il est titularisé et participe à la victoire de son équipe par quatre buts à un ce jour-là.
Avec la Juventus, Zambrotta dit Cremina passe également à côté de quelques titres, comme lors de sa première saison où le club turinois échoue d’un point dans la course au scudetto remportée par la Lazio en 2000. Son premier trophée, il le soulèvera à un autre poste, celui d’arrière latéral gauche.
Au début de la saison saison 2002-2003, qui s'achève sur un titre de Champion d’Italie, Zambrotta se blesse et voit une nouvelle recrue, l'Italo-argentin Camoranesi, prendre sa place avec brio. Marcello Lippi, le nouvel entraîneur, lui propose alors un changement de poste et de côté. Avec son endurance, sa technique et ses qualités de centreur, il s’adapte parfaitement à son rôle d’arrière gauche à tendance offensive mais perd en finale de la Ligue des Champions face au Milan AC.
Pourtant, au cours de la saison 2005-06, la blessure de Zebina et l’émergence du jeune gaucher Chiellini vont l’obliger à s’adapter une fois de plus : il laisse le flanc gauche au néo-international italien et passe à droite.
Il doit cependant se pencher sur son avenir en club alors que la Juventus de Turin est reléguée en seconde division à l'issue du procès des matchs truqués.

### FC Barcelone
Le champion du monde rejoint donc les rangs du FC Barcelone avec son partenaire Lilian Thuram lors de l'été 2006.
Zambrotta joue son premier match pour Barcelone le 17 août 2006, lors du match aller de la Supercoupe d'Espagne contre l'Espanyol de Barcelone. Il entre en jeu à la place de Carles Puyol et son équipe remporte la partie sur un but de Ludovic Giuly (0-1). Il fait sa première apparition en Liga le 28 août suivant, lors de la première journée de la saison 2006-2007 contre le Celta de Vigo au stade Balaídos. Il fête alors sa première titularisation et son équipe s'impose par trois buts à deux. Le 17 mars 2007 il inscrit son premier but pour Barcelone, lors d'une rencontre de championnat face au Recreativo de Huelva. Il est titularisé et participe à la victoire de son équipe par quatre buts à zéro.
Avec Barcelone il atteint les demi-finale de la Ligue des champions lors de l'édition 2007-2008, prenant part à la double confrontation face au futur vainqueur de la compétition, Manchester United. Il est titulaire au match aller le 23 avril 2008 (0-0) et au retour le 29 avril suivant (défaite 1-0).

### Milan AC
Il ne reste que deux ans en Espagne. Le 31 mai 2008 le retour de Zambrotta en Italie est annoncé, il s'engage avec le Milan AC pour un contrat de trois ans. Le club a payé 9 millions d'euros à Barcelone pour ce transfert, avec un bonus de 2 millions d'euros en fonction des performances de Milan en Ligue des champions, pour ses services. Son arrivée provoque le départ de l'habituel titulaire du poste d'arrière droit, Massimo Oddo, qui poussé vers la sortie est prêté au Bayern Munich.
Zambrotta joue son premier match pour le Milan lors de la première journée de la saison 2008-2009 contre le Bologne FC, le 31 août 2008. Le Milan AC s'incline à domicile par deux buts à un ce jour-là. Il inscrit son premier but dès la troisième journée de championnat, le 21 septembre 2008 face à la Lazio Rome. Alors que le score est de un partout avec des buts de Clarence Seedorf pour le Milan et de Mauro Zárate pour la Lazio, Zambrotta redonne l'avantage à son équipe d'une frappe de loin de 31 mètres. Le Milan AC remportent ce match par quatre buts à un.
Gianluca réalise une très belle saison et vient de temps en temps pallier, au cours de la saison, étant ambidextre, l'absence de Marek Jankulovski au poste d'arrière gauche où évoluer le plus souvent  en tant qu'arrière droit, poste qu'il occupait lors de la coupe du monde en 2006.

### FC Chiasso
En juillet 2013, il devient joueur-entraîneur-adjoint du FC Chiasso. Le 20 août 2013, l'entraîneur Ernestino Ramella est limogé après cinq défaites en six matchs toutes compétitions confondues. Zambrotta conserve son poste de joueur-entraîneur-adjoint avec le nouvel entraîneur, Ryszard Komornicki. Le 27 novembre 2013, Komornicki est démis de ses fonctions et Zambrotta devient entraîneur-joueur du FC Chiasso,. À l'issue de la saison 2013-2014, Zambrotta met un terme à sa carrière de joueur pour son consacrer uniquement à son poste d'entraîneur avec Chiasso. À la suite de mauvais résultats, il est limogé en avril 2015.

### En sélection
Le 10 février 1999 Gianluca Zambrotta honore sa première sélection avec l'équipe nationale d’Italie lors d'un match amical face à la Norvège. Il est titulaire dans une défense à cinq lors de cette partie qui se solde par un score nul et vierge (0-0). En 2000, il participe au beau parcours de la Squadra Azzurra lors de l’Euro. Mais, expulsé lors de la demi-finale, il ne peut qu’assister, impuissant, à la victoire française sur un but en or de David Trezeguet.
En sélection, Zambrotta passe également latéral lors de l’Euro 2004 et conserve sa place malgré les changements de sélectionneur.
Avec la sélection italienne, Zambrotta atteint la consécration suprême en remportant la Coupe du monde 2006. Il s'illustre d'ailleurs durant la compétition en inscrivant le premier but des 1/4 de finale face à l'Ukraine.

## Statistiques
| Saison                | Club                  | Championnat           | Championnat | Championnat | Championnat | Coupe(s) nationale(s) | Coupe(s) nationale(s) | Coupe(s) nationale(s) | Supercoupe | Supercoupe | Supercoupe | Compétition(s) continentale(s) | Compétition(s) continentale(s) | Compétition(s) continentale(s) | Compétition(s) continentale(s) | Coupe du monde des clubs | Coupe du monde des clubs | Coupe du monde des clubs | Italie | Italie | Italie | Total | Total | Total |
| Saison                | Club                  | Division              | M.          | B.          | P.d.        | M.                    | B.                    | P.d.                  | M.         | B.         | P.d.       | Comp.                          | M.                             | B.                             | P.d.                           | M.                       | B.                       | P.d.                     | M.     | B.     | P.d.   | M.    | B.    | P.d.  |
| 1994-1995             | Côme Calcio           | Serie B               | 1           | 0           | 0           | -                     | -                     | -                     | -          | -          | -          | -                              | -                              | -                              | -                              | -                        | -                        | -                        | -      | -      | -      | 1     | 0     | 0     |
| 1995-1996             | Côme Calcio           | Serie C1              | 14          | 2           | 0           | 1                     | 0                     | 0                     | -          | -          | -          | -                              | -                              | -                              | -                              | -                        | -                        | -                        | -      | -      | -      | 15    | 2     | 0     |
| 1996-1997             | Côme Calcio           | Serie C1              | 33          | 4           | 3           | 8                     | 2                     | 0                     | -          | -          | -          | -                              | -                              | -                              | -                              | -                        | -                        | -                        | -      | -      | -      | 41    | 6     | 3     |
| Sous-total            | Sous-total            | Sous-total            | 48          | 6           | 3           | 9                     | 3                     | 0                     | -          | -          | -          | -                              | -                              | -                              | -                              | -                        | -                        | -                        | -      | -      | -      | 57    | 9     | 3     |
| 1997-1998             | AS Bari               | Serie A               | 27          | 2           | 3           | 3                     | 2                     | 0                     | -          | -          | -          | -                              | -                              | -                              | -                              | -                        | -                        | -                        | -      | -      | -      | 30    | 4     | 3     |
| 1998-1999             | AS Bari               | Serie A               | 32          | 4           | 1           | 4                     | 0                     | 0                     | -          | -          | -          | -                              | -                              | -                              | -                              | -                        | -                        | -                        | 2      | 0      | 0      | 38    | 4     | 1     |
| Sous-total            | Sous-total            | Sous-total            | 59          | 6           | 4           | 7                     | 2                     | 0                     | -          | -          | -          | -                              | -                              | -                              | -                              | -                        | -                        | -                        | 2      | 0      | 0      | 68    | 8     | 4     |
| 1999-2000             | Juventus FC           | Serie A               | 32          | 1           | 4           | 2                     | 0                     | 0                     | -          | -          | -          | C4+C3                          | 5+7                            | 0                              | 0+1                            | -                        | -                        | -                        | 8      | 0      | 0      | 54    | 1     | 5     |
| 2000-2001             | Juventus FC           | Serie A               | 29          | 3           | 4           | -                     | -                     | -                     | -          | -          | -          | -                              | -                              | -                              | -                              | -                        | -                        | -                        | 5      | 0      | 0      | 34    | 3     | 4     |
| 2001-2002             | Juventus FC           | Serie A               | 32          | 1           | 2           | 6                     | 1                     | 1                     | -          | -          | -          | C1                             | 9                              | 0                              | 1                              | -                        | -                        | -                        | 12     | 0      | 0      | 59    | 2     | 4     |
| 2002-2003             | Juventus FC           | Serie A               | 26          | 1           | 3           | 3                     | 0                     | 0                     | -          | -          | -          | C1                             | 13                             | 0                              | 1                              | -                        | -                        | -                        | 3      | 0      | 0      | 45    | 1     | 4     |
| 2003-2004             | Juventus FC           | Serie A               | 30          | 1           | 7           | 6                     | 0                     | 0                     | 1          | 0          | 0          | C1                             | 5                              | 0                              | 1                              | -                        | -                        | -                        | 10     | 1      | 0      | 52    | 2     | 8     |
| 2004-2005             | Juventus FC           | Serie A               | 36          | 0           | 0           | -                     | -                     | -                     | -          | -          | -          | C1                             | 12                             | 0                              | 1                              | -                        | -                        | -                        | 6      | 0      | 1      | 54    | 0     | 2     |
| 2005-2006             | Juventus FC           | Serie A               | 32          | 0           | 4           | 2                     | 0                     | 0                     | 1          | 0          | 0          | C1                             | 8                              | 0                              | 1                              | -                        | -                        | -                        | 12     | 1      | 1      | 55    | 1     | 6     |
| Sous-total            | Sous-total            | Sous-total            | 217         | 7           | 24          | 19                    | 1                     | 1                     | 2          | 0          | 0          | -                              | 59                             | 2                              | 6                              | -                        | -                        | -                        | 56     | 2      | 2      | 353   | 12    | 33    |
| 2006-2007             | FC Barcelone          | Primera División      | 29          | 3           | 3           | 6                     | 0                     | 0                     | 1          | 0          | 0          | C1                             | 6                              | 0                              | 1                              | 2                        | 0                        | 0                        | 6      | 0      | 1      | 50    | 3     | 5     |
| 2007-2008             | FC Barcelone          | Liga                  | 29          | 0           | 1           | 5                     | 0                     | 0                     | -          | -          | -          | C1                             | 7                              | 0                              | 0                              | -                        | -                        | -                        | 11     | 0      | 0      | 52    | 0     | 1     |
| Sous-total            | Sous-total            | Sous-total            | 58          | 3           | 4           | 11                    | 0                     | 0                     | 1          | 0          | 0          | -                              | 13                             | 0                              | 1                              | 2                        | 0                        | 0                        | 17     | 0      | 1      | 102   | 3     | 6     |
| 2008-2009             | AC Milan              | Serie A               | 34          | 1           | 1           | 1                     | 0                     | 0                     | -          | -          | -          | C3                             | 6                              | 0                              | 1                              | -                        | -                        | -                        | 12     | 0      | 0      | 53    | 1     | 2     |
| 2009-2010             | AC Milan              | Serie A               | 24          | 0           | 0           | 1                     | 0                     | 0                     | -          | -          | -          | C1                             | 5                              | 0                              | 0                              | -                        | -                        | -                        | 10     | 0      | 0      | 40    | 0     | 0     |
| 2010-2011             | AC Milan              | Serie A               | 15          | 0           | 0           | -                     | -                     | -                     | -          | -          | -          | C1                             | 5                              | 0                              | 0                              | -                        | -                        | -                        | 1      | 0      | 0      | 21    | 0     | 0     |
| 2011-2012             | AC Milan              | Serie A               | 12          | 1           | 0           | -                     | -                     | -                     | 1          | 0          | 0          | C1                             | 3                              | 0                              | 0                              | -                        | -                        | -                        | -      | -      | -      | 16    | 1     | 0     |
| Sous-total            | Sous-total            | Sous-total            | 85          | 2           | 1           | 2                     | 0                     | 0                     | 1          | 0          | 0          | -                              | 19                             | 0                              | 1                              | -                        | -                        | -                        | 23     | 1      | 0      | 130   | 3     | 2     |
| 2013-2014             | FC Chiasso            | Challenge League      | 4           | 0           | 0           | 1                     | 0                     | 0                     | -          | -          | -          | -                              | -                              | -                              | -                              | -                        | -                        | -                        | -      | -      | -      | 5     | 0     | 0     |
| Sous-total            | Sous-total            | Sous-total            | 4           | 0           | 0           | 1                     | 0                     | 0                     | -          | -          | -          | -                              | -                              | -                              | -                              | -                        | -                        | -                        | -      | -      | -      | 5     | 0     | 0     |
| Total sur la carrière | Total sur la carrière | Total sur la carrière | 477         | 26          | 36          | 49                    | 6                     | 1                     | 4          | 0          | 0          | -                              | 91                             | 2                              | 8                              | 2                        | 0                        | 0                        | 98     | 2      | 3      | 721   | 36    | 48    |

### Buts internationaux
| 0 | Date         | Lieu                                     | Adversaire | Score | Résultat | Compétition         |
| - | ------------ | ---------------------------------------- | ---------- | ----- | -------- | ------------------- |
| 1 | 30 mai 2004  | Stade olympique de Radès, Radès, Tunisie | Tunisie    | 0-4   | 0-4      | Match amical        |
| 2 | 30 juin 2006 | Volksparkstadion, Hambourg, Allemagne    | Ukraine    | 1-0   | 3-0      | Coupe du monde 2006 |

## Palmarès
Gianluca Zambrotta remporte ses premiers titres sous les couleurs de la Juventus. Dès ses premiers matchs au club, il remporte la Coupe Intertoto mais termine la saison vice-champion d'Italie. Après une nouvelle place de vice-champion en 2001, il est sacré champion d'Italie en 2002, année où il rate de peu le doublé, s'inclinant en finale de Coupe d'Italie. Pour sa quatrième année au club, il est de nouveau champion d'Italie et atteint sa première finale de Ligue des Champions où il s'incline face au Milan AC. Il remporte en 2003, la Supercoupe d'Italie avant de s'incliner en finale de Coupe d'Italie. Il ne remporte aucun titre pour ses deux dernières saisons au club, terminant à chaque fois à la première place du championnat d'Italie mais les titres étant retiré au club à la suite de l'affaire Calciopoli.
Parti au FC Barcelone, il remporte dès ses premiers matchs au club la Supercoupe d'Espagne avant de s'incliner lors de la Supercoupe de l'UEFA, en finale de la Coupe du monde des clubs et terminant à la place de vice-champion d'Espagne.
Après deux saisons en Espagne, il revient en Italie à l'AC Milan avec qui il est champion d'Italie en 2011 et remporte la Supercoupe d'Italie la même année.
Avec l'équipe d'Italie, il est finaliste de l'Euro 2000 face à la France mais remporte la Coupe du monde en 2006, toujours face à la France.
| Juventus (4) | FC Barcelone (1) | Milan AC (2)                                                                                                 | Italie (1)                                                                       |
| --- | --- | --- | -------------------------------------------------------------------------------- |
| - Championnat d'Italie : - Champion : 2002, 2003, 2005 et 2006 - Vice-champion : 2000, 2001 - Coupe d'Italie : - Finaliste : 2002 et 2004 - Supercoupe d'Italie : - Vainqueur : 2003 - Ligue des Champions : - Finaliste : 2003 - Coupe Intertoto - Vainqueur : 2000 | - Championnat d'Espagne : - Vice-champion : 2007 - Coupe du monde des clubs : - Finaliste : 2006 - Supercoupe de l'UEFA : - Finaliste : 2006 - Supercoupe d'Espagne : - Vainqueur : 2006 | - Championnat d'Italie : - Champion : 2011 - Vice-champion : 2012 - Supercoupe d'Italie : - Vainqueur : 2011 | - Coupe du monde : - Champion : 2006 - Championnat d'Europe : - Finaliste : 2000 |